# Мали Борак
Мали Борак је насеље у Србији у општини Лајковац у Колубарском округу. Према попису из 2022. било је 0 становника.
Овде се налазе Праисторијски локалитет Црквине, Конак Радића у Малом Борку и Конак Брене Михајловић.

## Демографија
У насељу Мали Борак живи 386 пунолетних становника, а просечна старост становништва износи 41,4 година (41,5 код мушкараца и 41,3 код жена). У насељу има 198 домаћинстава, а просечан број чланова по домаћинству је 2,47.
Ово насеље је великим делом насељено Србима (према попису из 2002. године), а у последња три пописа, примећен је пад у броју становника.
|  |

| Демографија | Демографија | Демографија |
| Година      | Становника  | Становника  |
| ----------- | ----------- | ----------- |
| 1948.       | 1.051       |             |
| 1953.       | 1.056       |             |
| 1961.       | 1.064       |             |
| 1971.       | 966         |             |
| 1981.       | 784         |             |
| 1991.       | 516         | 514         |
| 2002.       | 489         | 491         |

| Етнички састав према попису из 2002.‍ | Етнички састав према попису из 2002.‍ | Етнички састав према попису из 2002.‍ | Етнички састав према попису из 2002.‍ | Етнички састав према попису из 2002.‍ |
| ------------------------------------ | ------------------------------------ | ------------------------------------ | ------------------------------------ | ------------------------------------ |
|                                      |                                      |                                      |                                      |                                      |
| Срби                                 | Срби                                 |                                      | 481                                  | 98,36%                               |
| Црногорци                            | Црногорци                            |                                      | 1                                    | 0,20%                                |
| Руси                                 | Руси                                 |                                      | 1                                    | 0,20%                                |
| Мађари                               | Мађари                               |                                      | 1                                    | 0,20%                                |
| непознато                            | непознато                            |                                      | 5                                    | 1,02%                                |

| Година пописа     | 1948. | 1953. | 1961. | 1971. | 1981. | 1991. | 2002. |
| ----------------- | ----- | ----- | ----- | ----- | ----- | ----- | ----- |
| Број домаћинстава | 202   | 232   | 255   | 277   | 264   | 172   | 198   |

| Број чланова      | 1  | 2  | 3  | 4  | 5  | 6 | 7 | 8 | 9 | 10 и више | Просек |
| ----------------- | -- | -- | -- | -- | -- | - | - | - | - | --------- | ------ |
| Број домаћинстава | 60 | 62 | 26 | 31 | 13 | 4 | 2 | 0 | 0 | 0         | 2,47   |

| Пол    | Укупно | Неожењен/Неудата | Ожењен/Удата | Удовац/Удовица | Разведен/Разведена | Непознато |
| ------ | ------ | ---------------- | ------------ | -------------- | ------------------ | --------- |
| Мушки  | 200    | 62               | 128          | 6              | 3                  | 1         |
| Женски | 207    | 32               | 124          | 48             | 3                  | 0         |
| УКУПНО | 407    | 94               | 252          | 54             | 6                  | 1         |

| Пол    | Укупно                    | Пољопривреда, лов и шумарство | Рибарство                            | Вађење руде и камена | Прерађивачка индустрија       |
| ------ | ------------------------- | ----------------------------- | ------------------------------------ | -------------------- | ----------------------------- |
| Мушки  | 126                       | 17                            | 0                                    | 61                   | 20                            |
| Женски | 46                        | 19                            | 0                                    | 12                   | 3                             |
| УКУПНО | 172                       | 36                            | 0                                    | 73                   | 23                            |
| Пол    | Производња и снабдевање   | Грађевинарство                | Трговина                             | Хотели и ресторани   | Саобраћај, складиштење и везе |
| Мушки  | 5                         | 2                             | 5                                    | 1                    | 2                             |
| Женски | 0                         | 0                             | 1                                    | 1                    | 0                             |
| УКУПНО | 5                         | 2                             | 6                                    | 2                    | 2                             |
| Пол    | Финансијско посредовање   | Некретнине                    | Државна управа и одбрана             | Образовање           | Здравствени и социјални рад   |
| Мушки  | 0                         | 3                             | 0                                    | 2                    | 1                             |
| Женски | 0                         | 0                             | 1                                    | 3                    | 2                             |
| УКУПНО | 0                         | 3                             | 1                                    | 5                    | 3                             |
| Пол    | Остале услужне активности | Приватна домаћинства          | Екстериторијалне организације и тела | Непознато            | Непознато                     |
| Мушки  | 1                         | 0                             | 0                                    | 6                    | 6                             |
| Женски | 1                         | 0                             | 0                                    | 3                    | 3                             |
| УКУПНО | 2                         | 0                             | 0                                    | 9                    | 9                             |